# Heladena multiflora
Heladena multiflora é uma espécie de planta do gênero Heladena e da família Malpighiaceae. 
É considerada em perigo de extinção no Brasil.

## Taxonomia
A espécie foi descrita em 1914 por Franz Josef Niedenzu. 
Os seguintes sinônimos já foram catalogados:  
- Bunchosia multiflora  Hook. & Arn.
- Hiraea bunchosioides  A.Juss.
- Mascagnia biglandulosa  (A.Juss.) Griseb.
- Mascagnia bunchosioides  (A.Juss.) Griseb.

## Forma de vida
É uma espécie terrícola, arbustiva e trepadeira. 

## Descrição
Trepadeiras; lâminas foliares 2-6 glandulosas na margem próximo a base, pecíolo 0-2-glanduloso no ápice; tirsos longos, axilares,  bractéolas eglandulosas; sépalas com elaióforos pedunculados; pétalas fimbriadas; estiletes retos, ápice uncinado; mericarpos lisos.  

## Conservação
A espécie faz parte da Lista Vermelha das espécies ameaçadas do estado do Espírito Santo, no sudeste do Brasil. A lista foi publicada em 13 de junho de 2005 por intermédio do decreto estadual nº 1.499-R. 

## Distribuição
A espécie é encontrada nos estados brasileiros de Espírito Santo, Minas Gerais, Mato Grosso do Sul, Mato Grosso e Paraná. 
A espécie é encontrada nos  domínios fitogeográficos de Cerrado, Mata Atlântica e Pantanal, em regiões com vegetação de cerrado, floresta estacional semidecidual e floresta ombrófila pluvial.